# Gérard Oberlé
Pour les articles homonymes, voir Oberlé.
Gérard Oberlé, né le 27 novembre 1945 à Saverne, est un écrivain, libraire et bibliographe français.

## Origines et biographie
Né en Alsace, de parents lorrains originaires de Dabo où son grand-père était sabotier, Gérard Oberlé y a passé ses étés d’enfance,. Adolescent en Suisse chez les jésuites à Fribourg, puis étudiant en lettres classiques à Strasbourg et à la Sorbonne, il devient maître auxiliaire de latin et de grec à Metz, mais doit rapidement quitter l'enseignement à la suite d'un bilan négatif d'un inspecteur de l'éducation nationale. Au cœur de Saint-Germain-des-Prés, il est un habitué de l'hôtel La Louisiane situé rue de Seine.

## Livres anciens
En 1967-1968, il devient libraire de livres anciens, après avoir relevé une petite annonce. En 1971, il ouvre sa propre enseigne. Il vit depuis 1976 dans un manoir du Nivernais, où il a fait paraître divers catalogues spécialisés sur la littérature de colportage, le roman noir, les fous littéraires, ou encore la poésie néo-latine en Europe du XVIe au XIXe siècle, et qui font autorité en bibliographie.
Il est expert près la Cour d'appel de Bourges, expert agréé par la Compagnie nationale des experts spécialisés. Passionné d'humanisme et d'érudition, il a, dans ses recherches et travaux, donné une priorité aux ouvrages méconnus par la culture officiellement enseignée (parmi lesquels Jean-Baptiste Chassignet, auteur, en 1594, du Mépris de la vie) : les poètes baroques, les bizarres, la paralittérature, les petits romantiques, etc. Il a réédité aux Éditions 1900 les Légendes et chants de gestes canaques de Louise Michel, ainsi que divers autres ouvrages oubliés. Il a fait paraître, comme éditeur, des recueils de Norge, Lucienne Desnoues, Jean-Claude Carrière, John Roman Baker, Jean-Pierre Luminet et Jules Roy.

## Littérature et bibliographie
En 1989, il donna chez Belfond Les Fastes de Bacchus et de Comus, catalogue bibliographique d'une importante collection de livres de gastronomie. Il rédigea en 1992 dans le même esprit le catalogue Kilian Fritsch, bibliophile collectionneur de livres sur le vin et l'œnologie, dont la bibliothèque sera dispersée lors d'une vente organisée par Guy Loudmer en 1993 .
En 2000, il devient écrivain ; son premier roman, Nil Rouge, un policier, obtient le Prix René-Fallet 2000. Il est également chroniqueur à France Musique, dans le journal américain Men's Journal (en) et à Lire, et depuis 2012 à Lire. Il entretient une correspondance avec Jim Harrison. Elle paraît en partie dans Raw and the Cooked: Adventures of a Roving Gourmand en 2001.

## Publications
- De Horace Walpole… à Jean Ray : l’évolution du roman noir, gothique et frénétique, Manoir de Pron, 1972
- La Bibliothèque bleue : livres de colportage du XVIIe au XIXe siècle, Montigny-sur-Canne, Manoir de Pron, 1983
- Fous à lire, fous à lier : ouvrages écrits par des hétéroclites, fous littéraires, autodidactes, bizarres et autres, Manoir de Pron, 1985
- La Bibliothèque Bleue en Normandie (avec une notice sur René Helot) : livres de colportage de Rouen et Caen du XVIIe au XIXe siècle, Manoir de Pron, 1986
- Les Poètes néo-latins en Europe du XIe au XXe siècle, Manoir de Pron, 1988
- Louise Michel : légendes et chants de gestes canaques, présentation édition 1900, 1988
- Les Fastes de Bacchus et de Comus, ou histoire du boire et du manger en Europe de l'Antiquité à nos jours, à travers les livres, Paris, Éditions Belfond, 1989 (1181 volumes décrits avec des renseignements bibliographiques, historiques, anecdotiques)
- Hécatongraphie, Manoir de Pron, 1992
- Une bibliothèque bachique : collection Kilian Fritsch, Loudmer, 1992
- Léon Cladel, le rural écarlate 1835-1892 : livres, correspondances et manuscrits ; notices de Pierre Saunier, Manoir de Pron, 1993
- Auguste Poulet-Malassis, un imprimeur sur le Parnasse : ses ancêtres, ses auteurs, ses amis, ses écrits, Montigny-sur-Canne, Manoir de Pron, et Imprimerie Alençonnaise, 1996
- Nil Rouge, Gallimard, 2000 - Prix René-Fallet 2000[6]
- Pera Palas, Le Cherche-midi, 2000
- Palomas Canyon, Le Cherche-midi, 2002
- Bibliothèque bachique de M. Bernard Chwartz, livres et documents anciens et modernes sur le vin, la viticulture et l'œnologie, Paris, 2002
- Salami, Actes Sud, 2002 (avec la collab. de Hans Gissinger)
- La vie est un tango, recueil des chroniques diffusées sur France Musique de 2001 à 2003, Flammarion, 2003
- Retour à Zornhof, Grasset et Fasquelle, 2004 Prix des Deux Magots 2005
- Passion-Livre, Gérard Oberlé : exposition médiathèque Jean-Jaurès - Nevers, 26 novembre 2005 - 14 janvier 2006.- Nevers : Bibliothèque Municipale de Nevers, 2005
- Itinéraire spiritueux, Grasset et Fasquelle, 2006
- La vie est ainsi fête, recueil des chroniques diffusées sur France Musique de 2003 à 2004, Grasset, 2007
- Mémoires de Marc-Antoine Muret, Grasset et Fasquelle, 2009
- Émilie, une aventure épistolaire, Grasset et Fasquelle, 2012
- Bonnes nouvelles de Chassignet, Grasset et Fasquelle, 2016 - Prix de la nouvelle de l'Académie Française
- Heptaméron avec chardonnay, nouvelles, Grasset, 2019
- Petite nécropole littéraire, recueil de chroniques parues de 2010 à 2021 dans Lire, Grasset, 2022